# خانه عباسی مقدم
خانه عباسی مقدم مربوط به دوره قاجار است و در کاشان، خیابان علوی، پلاک ۶۵۳۰ واقع شده و این اثر در تاریخ ۱۶ دی ۱۳۸۷ با شمارهٔ ثبت ۲۴۴۴۲ به‌عنوان یکی از آثار ملی ایران به ثبت رسیده است.